# Svetovno prvenstvo v biatlonu 2009
Svetovno prvenstvo v biatlonu 2009 je sedeminštirideseto svetovno prvenstvo v biatlonu, ki je potekalo med 13. in 22. februarjem 2009 v Pjongčangu, Južna Koreja, v petih disciplinah za moške in ženske ter mešani štafeti. Teja Gregorin je z drugim mestom na 15 km dosegla prvo slovensko medaljo na svetovnih prvenstvih v biatlonu.

## Dobitniki medalj

### Moški
| Disciplina | Zlato                                                                                  | Zlato     | Srebro                                                                              | Srebro    | Bron                                                                       | Bron      |
| 10 km      | Ole Einar Bjørndalen                                                                   | 24:16,5   | Lars Berger                                                                         | 24:17,7   | Halvard Hanevold                                                           | 24:29,0   |
| 12,5 km    | Ole Einar Bjørndalen                                                                   | 31:46,7   | Maksim Čudov                                                                        | 32:28,4   | Alexander Os                                                               | 32:39,5   |
| 15 km      | Dominik Landertinger                                                                   | 38:32,5   | Christoph Sumann                                                                    | 38:41,4   | Ivan Čerezov                                                               | 38:46,4   |
| 20 km      | Ole Einar Bjørndalen                                                                   | 52:28,0   | Christoph Stephan                                                                   | 52:42,1   | Jakov Fak                                                                  | 52:45,1   |
| 4 x 7,5 km | Norveška · Emil Hegle Svendsen · Lars Berger · Halvard Hanevold · Ole Einar Bjørndalen | 1:08:04,1 | Avstrija · Daniel Mesotitsch · Simon Eder · Dominik Landertinger · Christoph Sumann | 1:08:16,7 | Nemčija · Michael Rösch · Christoph Stephan · Arnd Peiffer · Michael Greis | 1:08:36,8 |

### Ženske
| Disciplina | Zlato                                                                      | Zlato     | Srebro                                                                   | Srebro    | Bron                                                                           | Bron      |
| 7,5 km     | Kati Wilhelm                                                               | 21:11,1   | Simone Hauswald                                                          | 21:21,0   | Olga Zajceva                                                                   | 21:38,2   |
| 10 km      | Helena Ekholm                                                              | 34:12,3   | Kati Wilhelm                                                             | 34:30,6   | Olga Zajceva                                                                   | 34:36,4   |
| 12,5 km    | Olga Zajceva                                                               | 34:18,3   | Anastasija Kuzmina                                                       | 34:25,8   | Helena Ekholm                                                                  | 34:30,6   |
| 15 km      | Kati Wilhelm                                                               | 44:03,1   | Teja Gregorin                                                            | 44:42,6   | Tora Berger                                                                    | 44:49,6   |
| 4 x 6 km   | Rusija · Svetlana Slepcova · Ana Buligina · Olga Medvedceva · Olga Zajceva | 1:13:20,9 | Nemčija · Martina Beck · Magdalena Neuner · Andrea Henkel · Kati Wilhelm | 1:14:28,0 | Francija · Marie-Laure Brunet · Sylvie Becaert · Marie Dorin · Sandrine Bailly | 1:14:40,4 |

### Mešano
| Disciplina         | Zlato                                                                              | Zlato     | Srebro                                                                                   | Srebro    | Bron                                                                     | Bron      |
| 2 x 6 + 2 x 7,5 km | Francija · Marie-Laure Brunet · Sylvie Becaert · Vincent Defrasne · Simon Fourcade | 1:10:30.0 | Švedska · Helena Jonsson · Anna Carin Olofsson-Zidek · David Ekholm · Carl Johan Bergman | 1:10:36.2 | Nemčija · Andrea Henkel · Simone Hauswald · Arnd Peiffer · Michael Greis | 1:10:39.0 |

## Medalje po državah
| Poz | Država    | Zlato | Srebro | Bron | Skupaj |
| 1   | Norveška  | 4     | 1      | 3    | 8      |
| 2   | Nemčija   | 2     | 4      | 2    | 8      |
| 3   | Rusija    | 2     | 1      | 3    | 6      |
| 4   | Avstrija  | 1     | 2      | 0    | 3      |
| 5   | Švedska   | 1     | 1      | 1    | 3      |
| 6   | Francija  | 1     | 0      | 1    | 2      |
| 7   | Slovenija | 0     | 1      | 0    | 1      |
| 7   | Slovaška  | 0     | 1      | 0    | 1      |
| 9   | Hrvaška   | 0     | 0      | 1    | 1      |